# Помян, Кшиштоф
Кшиштоф Помян (пол. Krzysztof Pomian; род. 25 января 1934, Варшава) — польский и французский философ-эссеист, историк европейской культуры, политический публицист.

## Биография
Окончил философский факультет Варшавского университета, защитил там диссертацию (1965). Сотрудничал с Лешеком Колаковским. В 1968 был уволен с преподавательской должности за критику коммунистического режима, работал в отделе рукописей Национальной библиотеки в Варшаве.
В 1973 выехал во Францию. Работал в Национальном центре научных исследований (CNRS), преподавал в Высшей школе социальных наук (EHESS), Женевском университете, Католическом университете Лёвена и др. Был близок к кругу Е. Гедройца.
С 1999 — в университете Николая Коперника в Торуни. С 2001 — научный директор Музея Европы в Брюсселе.
Член редакционного совета журнала Le Débat, член консультативного совета ассоциации За свободу истории (создана в 2005, см.: fr:Liberté pour l'histoire  (фр.)).

## Труды
Автор работ по политической философии, философии истории и истории философии, трудов по истории европейской мысли, культуры и искусства, изданных на польском и французском языках и переведенных на ряд языков мира, включая японский.

## Избранные публикации
- Przeszłość jako przedmiot wiary. Historia i filozofia w myśli średniowiecza. Warszawa: PWN, 1968
- Człowiek pośród rzeczy. Warszawa: Czytelnik, 1973.
- Budapest. La deuxième révolution d’Octobre. Paris: Seuil, 1978.
- Pologne: défi à l’impossible? De la révolte de Poznan à Solidarité. Paris: Editions Ouvrières, 1982
- L’Ordre du temps. Paris: Gallimard, 1984
- Wymiary polskiego konfliktu, 1956—1981. Londyn: «Aneks», 1985
- Collectionneurs, amateurs et curieux. Paris-Venise, XVIe-XVIIIe siècle, Paris, Gallimard, 1987
- L’Art contemporain et le musée. Paris: Musée national d’art moderne, Centre Georges Pompidou, 1989
- L’Europe et ses nations. Paris: Gallimard, 1990
- Przeszłość jako przedmiot wiedzy. Warszawa: Fundacja «Aletheia», 1992
- Totalitarisme. Paris: Presses de Sciences Po, 1995
- Drogi kultury europejskiej. Warszawa: IFiS PAN, 1996
- Histoire artistique de l’Europe. XVIIIe siècle, Paris, Seuil, 1998 (в соавторстве)
- Sur l’histoire. Paris: Gallimard, 1999.
- W kręgu Giedroycia. Warszawa: Czytelnik, 2000
- Wenecja w kulturze europejskiej. Lublin: UMCS, 2000
- Oblicza dwudziestego wieku. Lublin, UMCS, 2002
- Des saintes reliques à l’art moderne. Venise-Chicago, XIIIe-XXe siècle. Paris: Gallimard, 2003
- Filozofowie w swiecie polityki. Eseje 1957—1974. Torun: Adam Marszalek, 2004.
- Ibn Khaldun au prisme de l’Occident. Paris: Gallimard, 2006
- La révolution européenne, 1945—2007. Paris: Perrin, 2008 (в соавторстве)

## Признание
Иностранный член Польской академии искусств и литературы (Краков), Ateneo Veneto (Венеция), Accademia Clementina (Болонья). Почетный доктор университета Марии Склодовской-Кюри в Люблине (2003), Женевского университета (2005). Командор ордена Polonia Restituta (1993), командор Ордена искусств и литературы (2005), кавалер ордена Почётного легиона (2011). Командорский крест со звездой ордена Возрождения Польши (2012).